# Pęknięcia (film)
Pęknięcia (oryg. Cracks) – niezależny film z 2009 roku w reżyserii Jordan Scott. Ridley Scott i Tony Scott to producenci wykonawczy. Film powstał na podstawie powieści Sheili Kohler. W rolach głównych wystąpiły Eva Green, Juno Temple, María Valverde i Imogen Poots.
Film był kręcony głównie w irlandzkim hrabstwie Wicklow.

## Opis fabuły
Szkoła z internatem dla elity dziewcząt, około 1930 roku. Historia opowiada o kilku dziewczynach, które czczą swoją instruktor pływania, Miss G (Eva Green). Kiedy piękna hiszpańska dziewczyna, arystokratka o imieniu Fiamma (María Valverdee) przybywa do szkoły, Miss G stroni od innych dziewczyn. Di jest zakochana w pani G i jest jej ulubienicą, kapitanem grupy. Miss G ma obsesję na punkcie pięknej Hiszpanki. Fiamma jest niepokojona przez Miss G, a także otwarcie zniesmaczona obłudą nauczycielki, która opowiadała dziewczynom, fałszywe fakty ze swojego życia. Di jest strasznie zazdrosna że nie jest już ulubienicą Miss G, zamienia życie Fiammy w piekło. Zastraszanie Di przynosi skutek wygnania Fiammy ze szkoły przez dziewczyny z grupy.
Kiedy wycieńczona Fiamma zostaje odnaleziona, dziewczyny próbują zaprzyjaźnić się, urządzają święto na cześć św. Agnieszki. Odbywa się ono nocą w ich pokoju, za zgodą Miss G, która potajemnie czuwa na korytarzu.
Fiamma upija się. Miss G zabiera ją do swego pokoju i molestuje Fiammę. Świadkiem jest Di, która widzi zajście poprzez dziurkę od klucza, ale nie reaguje, tylko ucieka.
Następnego ranka, Fiamma jest zdenerwowana, Miss G również. Biega za nią. Di jest roztargniona mówi dziewczynom, że Fiamma uwiodła Miss G. Gdy Fiamma mówi Miss G że złoży sprawozdanie o molestowanie do nauczycieli, Miss G zdaje sobie sprawę, że jej kariera się skończy. Miss G manipuluje uczuciami Di wzbudzając litość i budząc w niej gniew w stosunku do Fiammy. Konfrontacja między dziewczynami a Fiammą zaczyna się ostrymi słowami, które przeradzają się w rękoczyny. Całe zajście obserwuje biernie, ukryta za drzewem Miss G. Fiamma oskarża Miss G i biegnie do lasu ale dziewczyny doganiają ją i pod wodzą Di, biją ją kijami. Fiamma zaczyna mieć atak astmy, dziewczęta są przerażone. Biegną po pomoc, a Di biegnie do Miss G, która deklaruje że pomoże Fiammie, zaś Di kieruje po resztę nauczycieli.
W lesie, Miss G odmawia Fiamma jej inhalatora, i spokojnie patrzy na jej śmierć, całując ją po raz ostatni. Di powraca w sam raz, aby zobaczyć jak Miss G wprowadza inhalator w ręce martwej Fiammy. Uświadamia sobie prawdę, że to Fiamma była ofiarą.
Później Di mówi dziewczętom, co się stało, i zjednoczone idą do Miss G. Są bezsilne, oficjalnie (dyrektorka nie przyzna się do winy szkoły, pomimo zwolnienia Miss G z obowiązków).
Końcowa scena pokazuje Di, która opuszcza szkołę, natomiast Miss G wyprowadza się ze szkoły i zamyka się w małym pokoju prawdopodobnie na resztę swojego życia.

## Obsada
- Eva Green jako Miss G
- Juno Temple jako Di Radfield
- María Valverde jako Fiamma Coronna
- Imogen Poots jako Poppy
- Ellie Nunn jako Lily
- Adele McCann jako Laurel
- Zoe Carroll jako Rosie
- Clemmie Dugdale jako Fuzzy
- Sinéad Cusack jako Miss Nieven
- Deirdre Donnelly jako Miss Lacey